# مسجد مولانا (كاسل)
مسجد مولانا (بالألمانية: Mevlana Moschee)‏ هو مسجد سُني يقع في شارع ماتنبرغ في حي أوبرتسفيرن في مدينة كاسل الواقعة في شمال ولاية هيسن. وُضع حجر الأساس في السابع من شهر أغسطس (آب) عام 2008  وتم افتتاحه في الثامن عشر من شهر مايو (أيار) عام 2014. ويشير الاسم الرسمي المنسوب للمسجد (DİTİB - Mevlana Moschee) إلى هيئة الاتحاد الإسلامي التركي الدينية في كاسل - ماتنبرغ، وقد تأسست الهيئة عام 1983 وتنتمي اليوم مع ما يقارب 300 عضو إلى أكبر الهيئات الإسلامية الموجودة في شمال هسن.

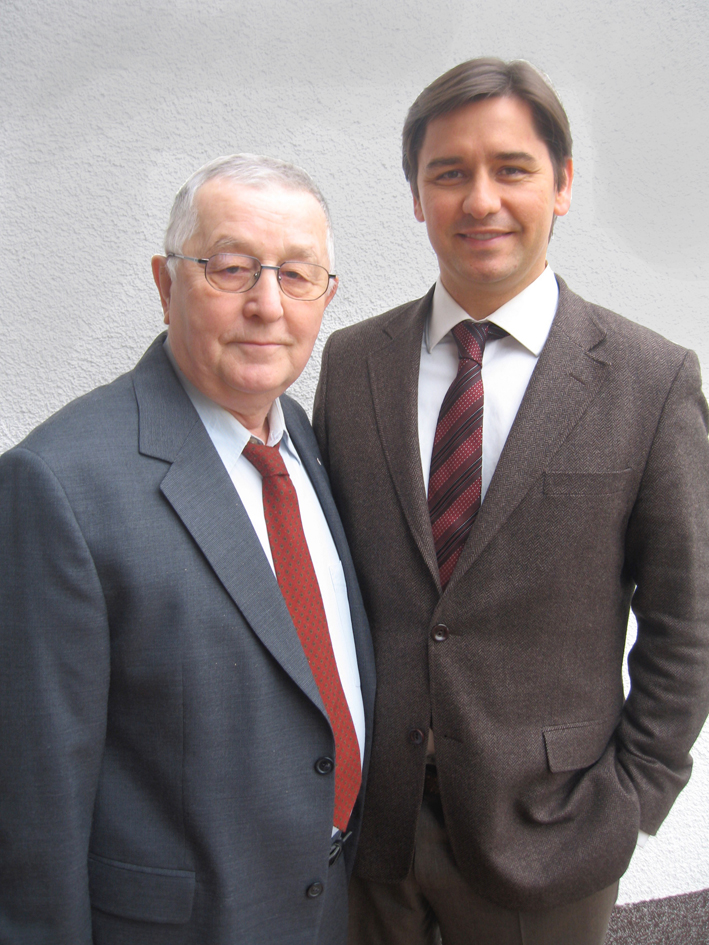
المهندسان المعماريان للمسجد Abdurrahman Yüksel وSalim Yüksel

## تاريخه
في عقد 1980 حصلت الجمعية الإسلامية في ماتنبرغ والتي كانت حديثة التكوين على قطعة أرض تُقدر مساحتها 4878 متر مربع، وكان يوجد في موقع البناء مبنى أخر قائم فيه مكان تم تأسيسه عام 1944 وأُستخدم كورشة لإصلاح السيارات ومحل دهان حتى عام 1983. وفيما بعد جُددت تلك المنطقة وتم تهيأتها لتخدم المتطلبات الدينية والاجتماعية للجمعية. وقررت الجمعية في عقد 1990 بناء المسجد وذلك بسبب نقص المبان مع تزايد عدد أعضاء واحتياجات الجماعة.

## المشروع
تولى هذا المشروع كل من المهندسين المعمرين عبد الرحمن يوسكل (Abdurrahman Yüksel) وسليم يوسكل (Salim Yüksel) بالتعاون مع جامعة كاسل ومجلس المدينة في كاسل وذلك خلال الفترة من عام 1997 حتى عام 2010 .
و كان الهدف المنشود هو إقامة شرح حديث للمجمع الإسلامي التقليدي (يُقصد بالمجدمع الإسلامي التقليدي أن قديمًا كان يوجد مدرسة ومستشفى ومكتبة بجانب المسجد). وتم بناء بجانب المسجد مبنى ذا طبيعة جديدة في حين أن المبنى الآخر القائم يحقق العديد من الوظائف الاجتماعية والتعليمية والمهنية، ومن المتوقع أن يدعم بصورة مستدامة حوار الثقافات في الحي وكذلك يكفل لفترة طويلة القدرة المستقبلية الاقتصادية والروحانية للجمعية.

## المبنى
يتكون تخطيط المسجد المعماري والحضاري والمناظر الطبيعية من أربع مراحل. تركز المرحلة الأولى للبناء على المسجد ومئذنته، بينما خلال المرحلة الثانية والثالثة للبناء يتم هدم المبان القديمة الموجودة في الأرض بشكل تدريجي وتكمله توسعاته المسجد، وفي المرحلة الرابعة والأخيرة يتم تصميم الفناء الداخلي والساحة الأمامية للمسجد. وفي عام 2001 وافقت مدينة كاسل على طلب بناء المسجد.
في شهر أغسطس (أب) عام 2008 تم الموافقة على طلب بناء المرحلة الأولى من المشروع أي على المسجد ومئذنته وكذلك وضع حجر الأساس. واُفتتح المسجد في الثامن عشر من شهر مايو (أيار) عام 2014 .

## صور المسجد

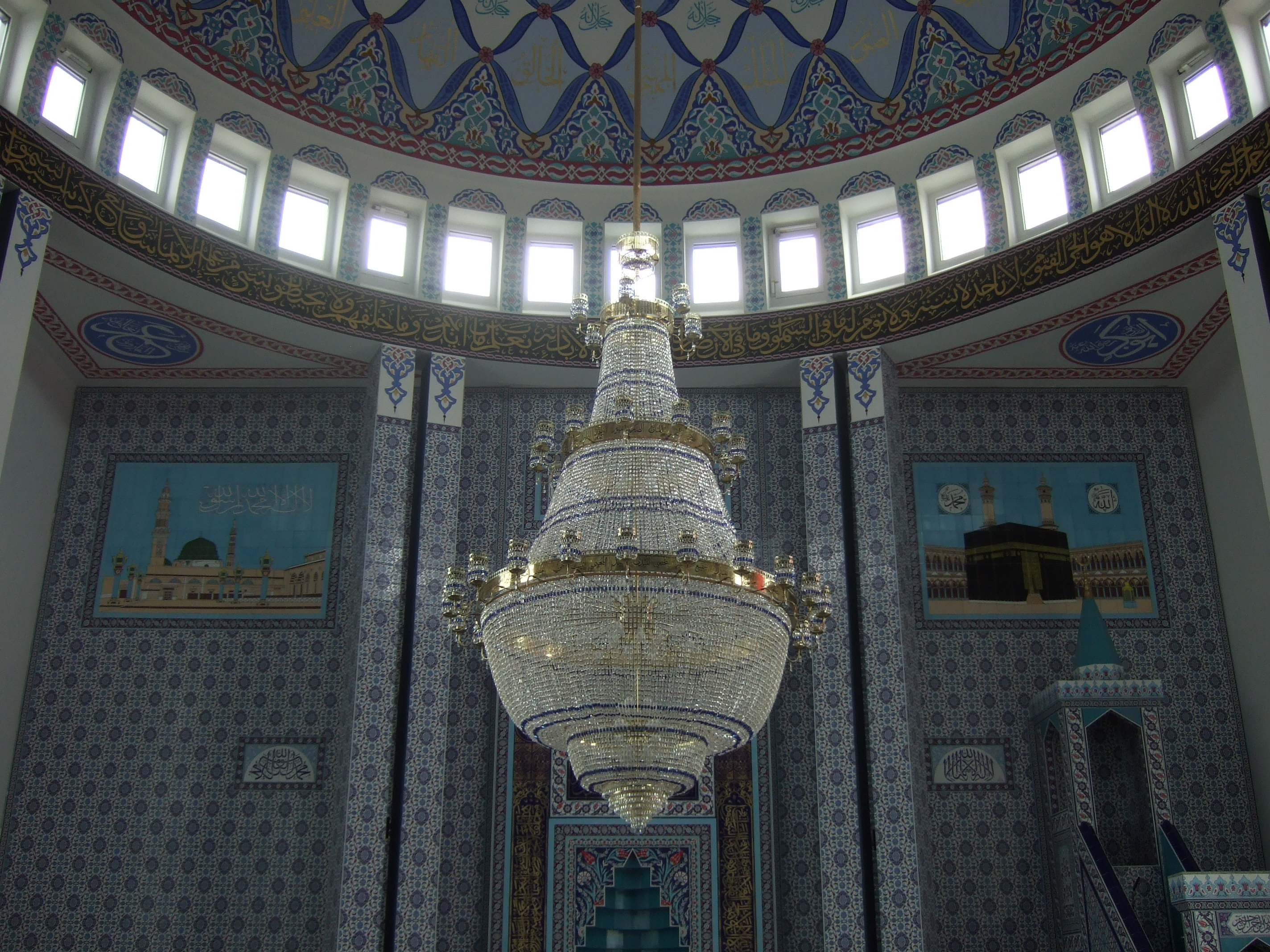
المسجد من الداخل
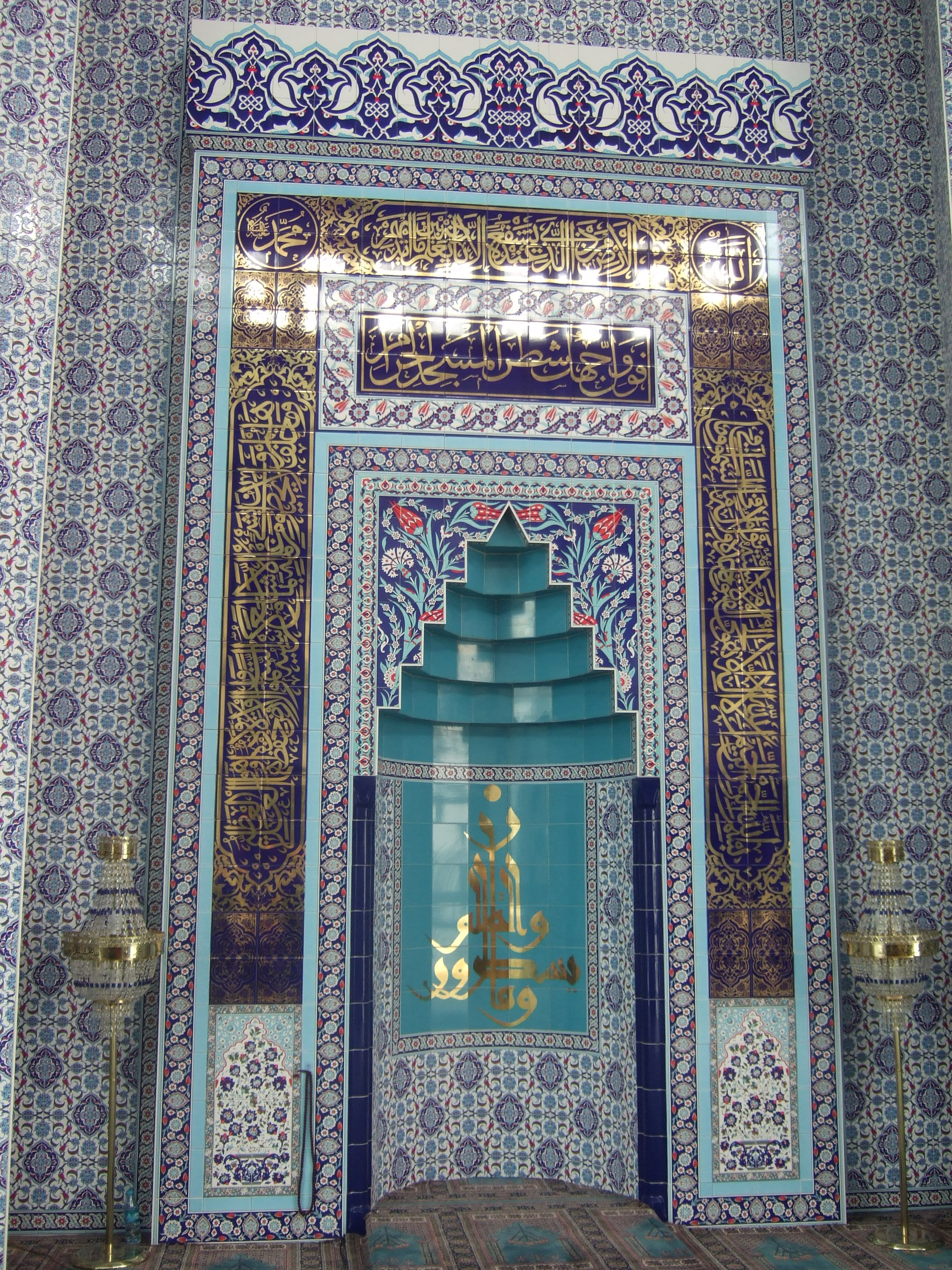
حائط القبلة
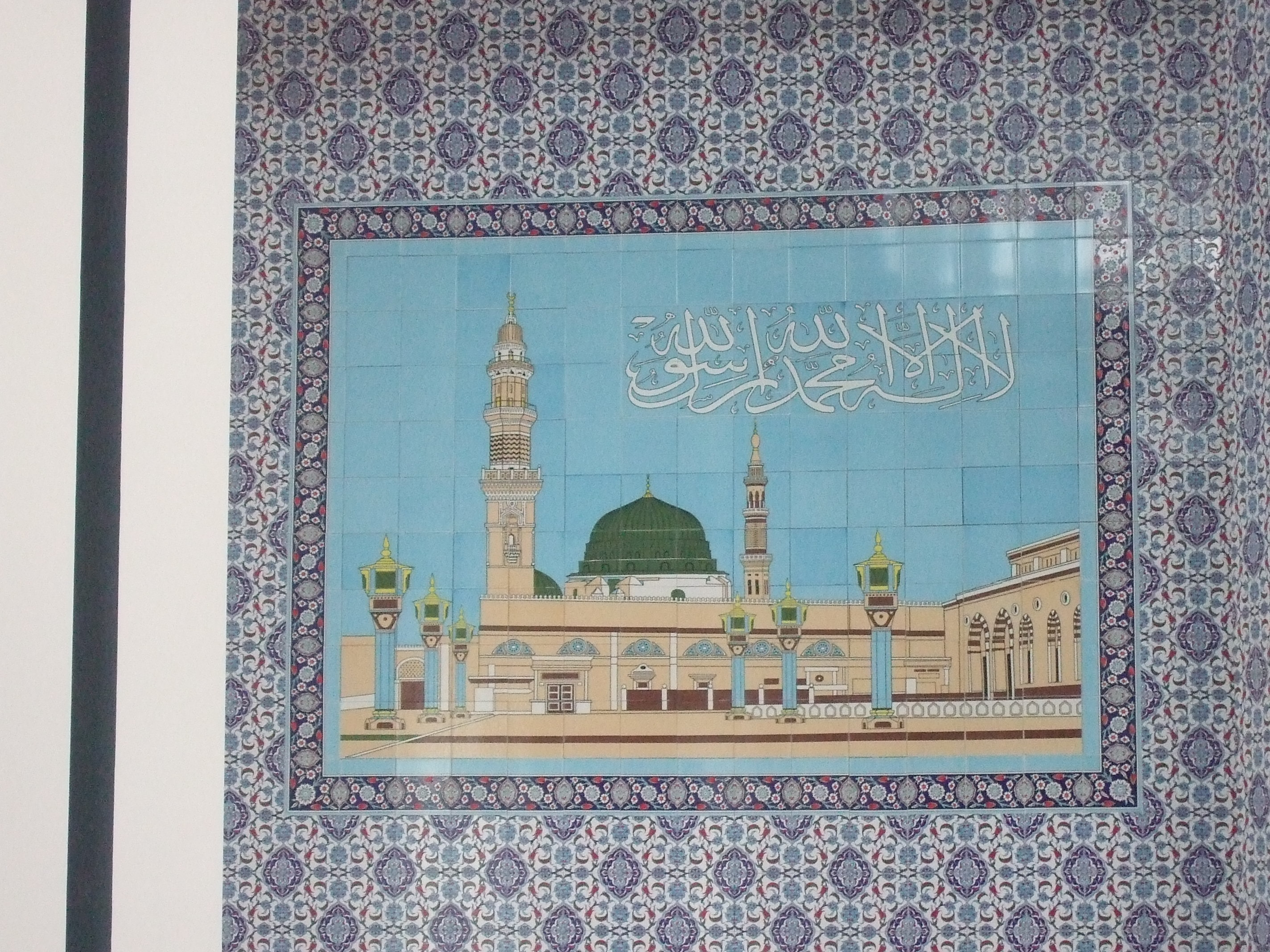
صورة على الحائط الأيسر للمسجد
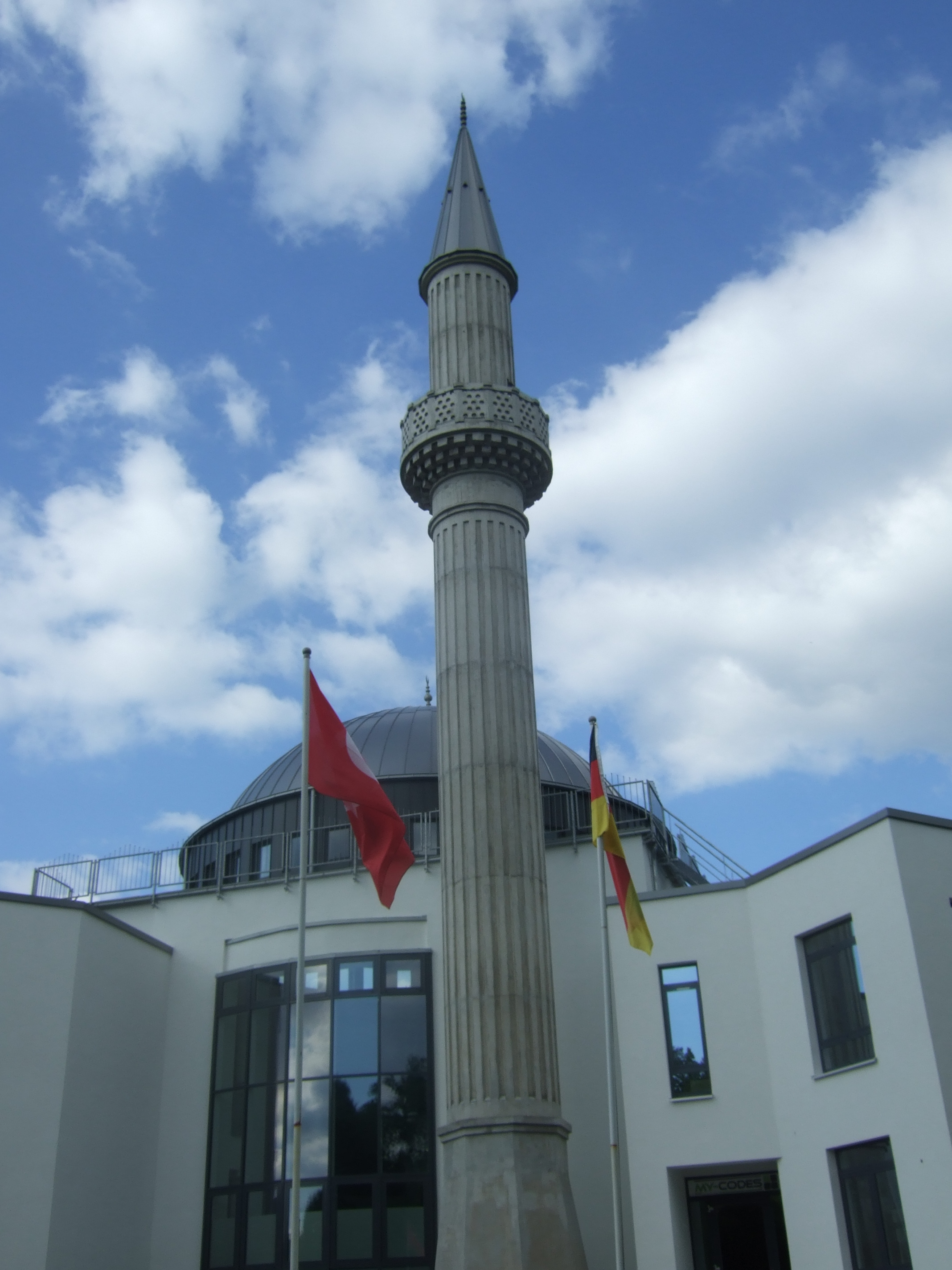
قبة المسجد
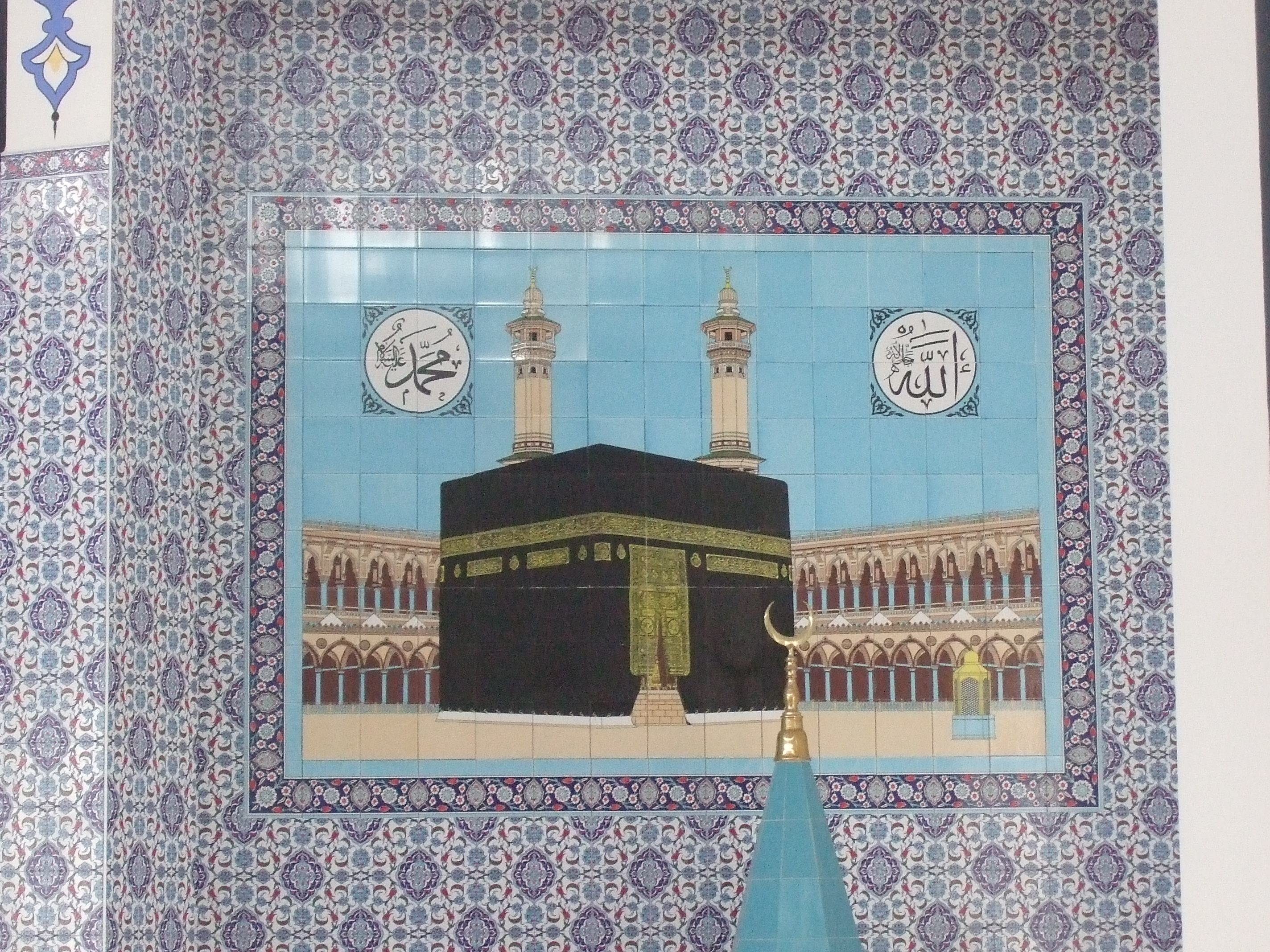
صورة على الحائط الأيمن للمسجد

## وصلات خارجية
- الصفحة الرسمية للمسجد  (باللغة الألمانية)